# Sławomir Kalembka
Sławomir Robert Kalembka (ur. 7 czerwca 1936 w Wilnie, zm. 12 października 2009 w Toruniu) – profesor nauk historycznych, specjalizujący się w historii Polski i historii powszechnej XIX i XX wieku.

## Życiorys
Studia ukończył na Uniwersytecie Mikołaja Kopernika w 1958. Stopień doktora uzyskał w 1964, a doktora habilitowanego 1976. W 1988 otrzymał tytuł profesora nauk historycznych.
Związany przez dużą część pracy z Instytutem Historii i Archiwistyki UMK. Pełnił funkcję kierownika Zakładu Bibliologii i Informacji Naukowej. Był także pierwszym kierownikiem Instytutu Stosunków Międzynarodowych UMK, członkiem Rady Głównej Szkolnictwa Wyższego oraz członkiem Centralnej Komisji ds. Stopni i Tytułów Naukowych. W latach 1998–2001 prowadził prace naukowo–badawcze nad tematem Historia Wielkiej Emigracji 1831-1863, a w latach 1995–1997 Polska myśl polityczna doby romantyzmu (1820-1870). Pełnił też funkcję kierownika Katedry Historii Nauki na Wydziale Nauk Historycznych, jak również kierownika Katedry Historii Dyplomacji na Wydziale Politologii i Studiów Międzynarodowych.
W 1981 został dyrektorem Instytutu Historii oraz prorektorem UMK, z którego to stanowiska usunięty został w 1982 przez władze. W latach 1990–1993 pełnił funkcję rektora Uniwersytetu Mikołaja Kopernika w Toruniu.
W latach 90. pełnił funkcję prezesa Toruńskiego Oddziału Stowarzyszenia „Wspólnota Polska”. Opracowywał programy wykładów, dobierał prelegentów i finansował ich wyjazdy na sesje plenarne Polskiego Uniwersytetu Ludowego w Mińsku.
Był członkiem Polskiej Akademii Umiejętności. Odznaczony Krzyżem Kawalerskim Orderu Odrodzenia Polski w 2001.
Zmarł 12 października 2009, pochowany został dziewięć dni później na cmentarzu św. Jerzego w Toruniu.

## Publikacje
- Towarzystwo Demokratyczne Polskie w latach 1832-1846 (1966) (kopia cyfrowa)
- Wielka Emigracja, Polskie wychodźstwo polityczne w latach 1831-1862 (1971)
- Prasa demokratyczna Wielkiej Emigracji: dzieje i główne koncepcje polityczne (1832-1863) (1977)
- Wielka Emigracja i sprawa polska a Europa (1832-1864), edytor (Toruń, 1980)
- Dwieście lat sztuk pięknych na uniwersytetach w Wilnie i Toruniu 1797-1997 (1988, ISBN 83-906308-5-0) (kopia cyfrowa)
- Wiosna Ludów w Europie (1991, ISBN 83-05-12563-7)
- O naszą i waszą wolność: studia z dziejów polskiej myśli politycznej doby romantyzmu (1997)
- Wielka Emigracja 1831-1863 (2003, ISBN 83-7322-625-7)
- Toruń: miasto w Europie = a city in Europe (2004, ISBN 83-7296-101-8)
- O fizyce i innych naukach ścisłych w Wilnie, Toruniu i gdzie indziej (2005, współautor, ISBN 83-231-1780-2)
- Urywki wspomnień… (2009, ISBN 978-83-7611-504-7)